# Róża nowotworowa
Róża nowotworowa (łac. erysipelas carcinomatosum) – zaliczana do zespołów paraneoplastycznych. Jest to odczyn zapalny spowodowany szerzącymi się drogą naczyń chłonnych przerzutami nowotworowymi. Najczęściej dotyczy przerzutów wywodzących się z raka piersi, ale czasem też z raka trzustki, żołądka, płuca, jelita grubego lub jajnika.